# Jesús Murillo Karam
Jesús Murillo Karam (Mineral del Monte, Hidalgo; 2 de marzo de 1948) es un político mexicano, miembro del Partido Revolucionario Institucional. Se encuentra detenido desde el 19 de agosto de 2022 por su presunta participación en la desaparición forzada de Iguala de 2014 como titular de la Procuraduría General de la República cuando ocurrieron los hechos.
Se ha desempeñado como senador y diputado federal en varias ocasiones (incluyendo presidente del Senado en 1992 y presidente de la Cámara de Diputados en 2012), gobernador de Hidalgo de 1993 a 1998, procurador general de la República de 2012 a 2015 y secretario de Desarrollo Agrario, Territorial y Urbano en 2015.

## Carrera política
Es licenciado en Derecho egresado de la Universidad Autónoma del Estado de Hidalgo (UAEH), misma institución en la que se desempeñó como docente y jefe del área de Historia entre 1972 y 1974. Previamente, entre 1970 y 1971 fue oficial mayor del Ayuntamiento de Tulancingo y ése mismo año secretario de Finanzas del comité estatal del Frente Juvenil Revolucionario en Hidalgo; y en 1972, secretario del Ayuntamiento de Tulancingo.
Tras su paso por la UAEH, en 1975 fue presidente del comité municipal del PRI en Tulancingo, y luego de 1976 a 1977 fue subprocurador general de Justicia del estado, en la administración del gobernador José Luis Suárez Molina; de 1977 a 1978 fue secretario auxiliar en la Secretaría de la Reforma Agraria, siendo titular de la misma Jorge Rojo Lugo —a la vez gobernador con licencia de Hidalgo—, y cuanto éste retorno a la gubernatura, lo nombró secretario general de Gobierno de 1978 a 1979.
Dejó la Secretaría General de Gobierno para ser postulado candidato del PRI a diputado federal por el Distrito 4 de Hidalgo, resultando elegido para la LI Legislatura, que ejerció entre ese año y el de 1982. Desde 1981 había ocupado la subsecretaría de Organización del comité ejecutivo nacional del PRI, en 1982 fue delegado del partido en el estado de Durango y en 1984 secretario de Organización del comité directivo del PRI en el Distrito Federal.
Fue por segunda ocasión elegido diputado federal, esta vez en representación del Distrito 6 de Hidalgo en la LIII Legislatura de 1985 a 1988, y en la que fue presidente de la Mesa Directiva y  secretario de la comisión de Programación, Presupuesto y Cuenta Pública. 
Al terminar la diputación, fue nombrado entre 1989 y 1991 oficial mayor de la Secretaría de la Reforma Agraria, siendo titular de la misma Víctor Cervera Pacheco, y renunció al cargo para ser postulado y elegido senador de la República para las Legislaturas LV y LVI, y en donde fue presidente de la comisión dictaminadora en el Colegio Electoral, presidente de la Mesa Directiva en su segundo periodo ordinario de sesiones y presidente de la comisión de Asuntos Legislativos, así como consejero senador ante el Instituto Federal Electoral.
Fue elegido gobernador del estado de Hidalgo para el periodo de 1993 a 1999, ejerciendo el cargo a partir del 1 de abril de 1993, pero solicitando licencia al mismo el 28 de octubre de 1998 para asumir el cargo de subsecretario de Seguridad Pública y Readaptación Social de la Secretaría de Gobernación, por nombramiento del titular de la misma, Francisco Labastida Ochoa, en el gobierno de Ernesto Zedillo Ponce de León; en la subsecretaría de Seguridad Pública le correspondió encabezar el desarrollo y creación de lo que sería la Policía Federal Preventiva. Posteriormente, ejerció brevemente entre 1999 y 2000 como subsecretario de Gobierno de la misma dependencia, cargo al que renunció el 4 de mayo de dicho año para asumir la secretaría general adjunta del comité ejecutivo nacional del PRI e integrarse en la campaña de Francisco Labastida a la presidencia de México, en la subsecretaría fue suplido por Dionisio Pérez Jácome.
En 2001 fue secretario general del comité ejecutivo nacional, y de 2005 a 2005 delegado del partido en el estado de México. En 2006 fue elegido senador de la República por el Estado de Hidalgo, y fungió como presidente de la Comisión de Gobernación; e integrante de las comisiones de Distrito Federal; Jurisdiccional; y de Justicia y Puntos Constitucionales; así como secretario de la Mesa de Decanos. En enero de 2007 se registró como candidato a secretario general del comité ejecutivo nacional del PRI en fórmula con Beatriz Paredes Rangel; resultaron ganadores del proceso interno del 18 de febrero, y asumieron el cargo el 4 de marzo de ese año y permaneciendo en el mismo hasta el 3 de marzo de  2011. Al término, fue nombrado delegado especial en el Distrito Federal.
En 2012 fue elegido por tercera ocasión diputado federal, esta vez por el principio de representación proporcional, a la LXII Legislatura que ejercería de 2012 a 2015; en adición fue elegido presidente de la Cámara de Diputados y como tal le correspondió tomar la correspondiente protesta de ley a Enrique Peña Nieto al asumir como presidente de México el 1 de diciembre de ese año. Previamente, el mismo Peña Nieto había anunciado que lo propondría al Senado para el cargo de procurador general de República, por lo que solicitó y obtuvo licencia como diputado el 4 de diciembre del mismo 2012. Ese mismo día compareció ante el Senado, fue ratificado y rindió protesta ante el mismo como titular de la Procuraduría General de la República.
El 7 de noviembre de 2014, en una conferencia de prensa ofrecida para dar a conocer resultados ante la desaparición de 43 estudiantes normalistas en Ayotzinapa, por policías municipales relacionados con el crimen organizado y ante los cuestionamientos de la prensa, trató de finalizar la sesión pública diciendo la frase «Ya me cansé», a lo que los ciudadanos mexicanos expresaron su inconformidad vía Twitter con el hashtag #YaMeCansé y volviéndola una frase paradigmática de su gestión al frente de la investigación de dicho caso.
En el año 2023, durante su reclusión en prisión, ha tenido diversos problemas de salud.

## Controversias

### Juicio político
El 7 de septiembre de 2015, el entonces coordinador de la bancada perredista en la Cámara de Diputados de la LXIII Legislatura del Congreso de la Unión, Francisco Martínez Neri, comentó que la actuación de Murillo Karam en el caso Iguala había sido contraria a la administración de justicia. El 25 de septiembre de 2015, diputados del PRD presentaron una demanda de juicio político contra el extitular de la PGR bajo los argumentos de violaciones graves a la ley durante la investigación que encabezó por la desaparición de los estudiantes de la escuela normal de Ayotzinapa.
El 30 de abril de 2019, la Subcomisión de Examen Previo de la Cámara de Diputados de la LXIV Legislatura del Congreso de la Unión, desechó la solicitud de juicio político que se interpuso en la legislatura anterior contra el exprocurador. Actualmente el grupo parlamentario de MORENA rechaza exonerar a Jesús Murillo Karam, aclaran que a lo más que puede trascender el juicio político es a solicitar la inhabilitación del exfuncionario.

### Acusación y detención por el caso Ayotzinapa
El 19 de agosto de 2022, ya sin contar con fuero político, fue detenido en la Ciudad de México por elementos de la Policía Federal Ministerial.
La FGR acusó a Murillo Karam de desaparición forzada, tortura y obstrucción a la justicia por el caso de los estudiantes desaparecidos de Iguala, en 2014. El exfiscal fue detenido el 19 de agosto del 2022, un día después de que la Comisión de la Verdad, un comité creado para aclarar lo sucedido esa noche del 26 de septiembre, concluyera que la persecución y secuestro de los estudiantes de la Normal Isidro Burgos, así como una cadena de negligencias en la investigación, constituyó “un crimen de Estado”. Murillo Karam, la cabeza visible de la gran cantidad de errores denunciados, que han impedido acceder a la verdad y la justicia desde hace ocho años, es el primer político de alto nivel detenido y acusado por el caso.
El 24 de agosto se llevó a cabo la audiencia, al final de la cual el juez correspondiente determinó que la presunta responsabilidad se acredita de forma suficiente para la vinculación de proceso de Murillo Karam por tres delitos: contra la administración de justicia, tortura, y desaparición forzada; y ratificándose la prisión preventiva justificada como medida cautelar correspondiente, por lo que seguirá su juicio en prisión. El 2 de diciembre de 2022, el juez de control le negó la prisión domiciliaria por riesgo de fuga.
El 17 de abril de 2023, se imputó un nuevo delito de tortura en contra de Felipe Rodríguez Salgado, "El Cepillo". La Fiscalía General de la República(FGR) pide 82 años de prisión por este caso.
En abril de 2024, el juez de control le otorgó prisión domiciliaria.

### Delitos por violación
El 3 de octubre de 2023 Murillo Karam fue acusado de violación por una fisioterapeuta que lo asistía en el penal donde está recluido, la víctima denunció haber sido tocada de manera inapropiada y sin su consentimiento por el exprocurador durante una de las salidas del penal para recibir tratamiento médico debido a un cuadro de hipertensión que padece. Según su relato, el incidente ocurrió el 20 de noviembre de 2022, cuando Murillo Karam fue trasladado al hospital de especialidades ubicado en la alcaldía Iztapalapa para una revisión médica.
La fisioterapeuta detalló que, en esa ocasión, se quedó a solas con Murillo Karam en una sala del hospital. Fue entonces cuando él, aprovechando la ausencia de otras personas, se acercó a ella de manera indebida. La agarró por detrás de la cintura y, además, la miró de forma lasciva, haciendo que la fisioterapeuta se sintiera vulnerable y acosada. Este comportamiento, según afirmó la víctima, fue completamente inesperado y la dejó en estado de shock, ya que no esperaba que una figura de autoridad se comportara de esa manera durante una consulta médica rutinaria.